# Youth and Young Manhood
A 2003-as Youth and Young Manhood a Kings of Leon debütáló nagylemeze. Szerepel az 1001 lemez, amit hallanod kell, mielőtt meghalsz című könyvben.

## Az album dalai
Minden dalt Caleb Followill, Nathan Followill és Angelo Petraglia írt.
|     | Cím                                      | Hossz      |
| --- | ---------------------------------------- | ---------- |
| 1.  | Red Morning Light                        | 2:59       |
| 2.  | Happy Alone                              | 3:59       |
| 3.  | Wasted Time                              | 2:45       |
| 4.  | Joe's Head                               | 3:21       |
| 5.  | Trani                                    | 5:02       |
| 6.  | California Waiting                       | 3:29       |
| 7.  | Spiral Staircase                         | 2:54       |
| 8.  | Molly's Chambers                         | 2:15       |
| 9.  | Genius                                   | 2:48       |
| 10. | Dusty                                    | 4:20       |
| 11. | Holy Roller Novocaine                    | 4:00/12:08 |
| 12. | Talihina Sky (rejtett szám 8:21-től)     | 3:47       |
| 13. | Wicker Chair (a japán kiadás bónuszdala) | 3:47       |

## Közreműködők
- Caleb Followill – ének, ritmusgitár
- Matthew Followill – szólógitár, zongora a Talihina Sky-on
- Jared Followill – basszusgitár, zongora a Tranin
- Nathan Followill – dob, ürőhangszerek, ének

## Fordítás
Ez a szócikk részben vagy egészben a Youth and Young Manhood című angol Wikipédia-szócikk ezen változatának fordításán alapul.  Az eredeti cikk szerkesztőit annak laptörténete sorolja fel. Ez a jelzés csupán a megfogalmazás eredetét és a szerzői jogokat jelzi, nem szolgál a cikkben szereplő információk forrásmegjelöléseként.